# Isoglossa Centum-Satem

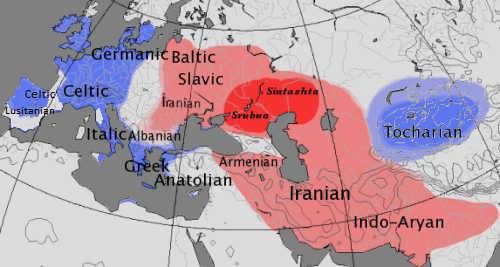
Mapa diacrônico que mostra os limites das regiões Centum (azul) e Satem (vermelho). A hipotética área de origem do Satem é mostrada em vermelho escuro (Culturas Sintashta, Abashevo e Srubna).

Centum-Satem é uma isoglossa indo-europeia que divide o continente em duas partes. Divide as línguas indo-europeias em duas categorias geneticamente diferentes caracterizadas pelas palavras para representar o numero cem; em latim [centum] e avéstico [satem].

## Literatura
- Solta, G. R., Palatalisierung und Labialisierung, IF 70 (1965), 276–315.